# Leszek Bańkowski
Leszek Bańkowski (ur. 17 lipca 1879 w Mościskach, zm. wiosną 1940 w Charkowie) – polski sędzia, major audytor Wojska Polskiego, ofiara zbrodni katyńskiej.

## Życiorys
Urodził się 17 lipca 1879 w Mościskach. Jego rodzicami byli związany z Kołomyją Seweryn Bańkowski (1845–1928, c.k. urzędnik) i Maria z domu Kopystyńska (zm. 1912), zaś stryjem Włodzimierz Bańkowski (1851–1940, nauczyciel). Jego rodzeństwem byli Zenon Bańkowski (1877–1947, sędzia Sądu Najwyższego) i Maria Bańkowska (1891–1924, powieściopisarka). Rodzina Bańkowskich była pierwotnie wyznania greckokatolickiego, lecz jej przedstawiciele wychowywali się w języku polskim i wspierali polskie działania patriotyczne i niepodległościowe.
Leszek Bańkowski w 1906 ukończył studia na Wydziale Prawa Uniwersytet Franciszkańskiego we Lwowie. Podczas I wojny światowej służył w c. i k. armii. W okresie zaboru austriackiego w ramach autonomii galicyjskiej wstąpił do c. k. służby sądowniczej. Do 1918 był sędzią w Zabłotowie. Po odzyskaniu przez Polskę niepodległości wstąpił do Wojska Polskiego. Był przydzielony do Ekspozytury Oddziału Informacji Defensywnej w Kołomyi, odbywał służbę w sądach polowych w Kołomyi i 12 Dywizji Piechoty. W 1921 został zwolniony z czynnej służby wojskowej. Został awansowany do stopnia majora w korpusie oficerów rezerwy sądowych ze starszeństwem z dniem 1 czerwca 1919. Od 1930 był w ewidencji Powiatowej Komendy Uzupełnień Czortków (w 1934 jako major pospolitego ruszenia z korpusu oficerów sądowych).
W okresie II Rzeczypospolitej pracował jako sędzia.
Po wybuchu II wojny światowej, kampanii wrześniowej i agresji ZSRR na Polskę z 17 września 1939 w nieznanych okolicznościach dostał się do niewoli sowieckiej. Przebywał w obozie w Starobielsku. Wiosną 1940 został zamordowany przez funkcjonariuszy NKWD w Charkowie i pogrzebany potajemnie w bezimiennej mogile zbiorowej w Piatichatkach, gdzie od 17 czerwca 2000 mieści się oficjalnie Cmentarz Ofiar Totalitaryzmu w Charkowie. Figuruje na Liście Starobielskiej NKWD pod poz. 102.
Jego żoną była Ewa z domu Dobek (ur. 1886 w Wierzbowie, zm. 1980 w Londynie). Jego córkami były Jadwiga Bańkowska (1907–1994, zakonnica Sacre Coeur), Aniela Bańkowska (ur. 1912, po mężu Agopsowicz), Anna (ur. 1914, po mężu Tunikowska).

## Upamiętnienie
- 5 października 2007 minister obrony narodowej Aleksander Szczygło mianował go pośmiertnie na stopień podpułkownika[13][14][15]. Awans został ogłoszony 9 listopada 2007 w Warszawie, w trakcie uroczystości „Katyń Pamiętamy – Uczcijmy Pamięć Bohaterów”[16][17][18].
- W ramach akcji „Katyń... pamiętamy” / „Katyń... Ocalić od zapomnienia”, został zasadzony Dąb Pamięci honorujący Leszka Bańkowskiego w Radomiu[19].

## Odznaczenie
- Krzyż Jubileuszowy dla Cywilnych Funkcjonariuszów Państwowych (Austro-Węgry)[8]